# 钠灯

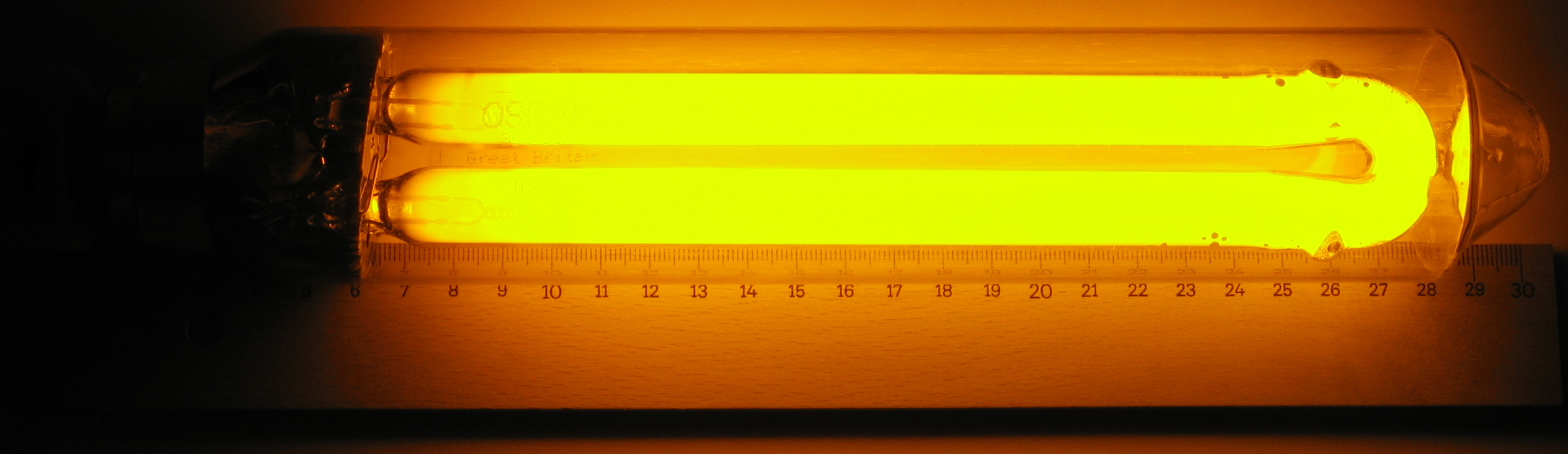
一盏工作中的35瓦低压钠灯

钠灯，是指以金属钠蒸气为工作物质的照明装置，是一种气体放电灯。钠灯的灯管内也会充填汞和稀有气体，但实际上起作用的是钠蒸气。钠被电离、激发后会发射出589nm的黄色光线。这些光线直接用于照明，而不是像荧光灯那样產生紫外光，激发荧光物质发出白色的可见光。

## 特點

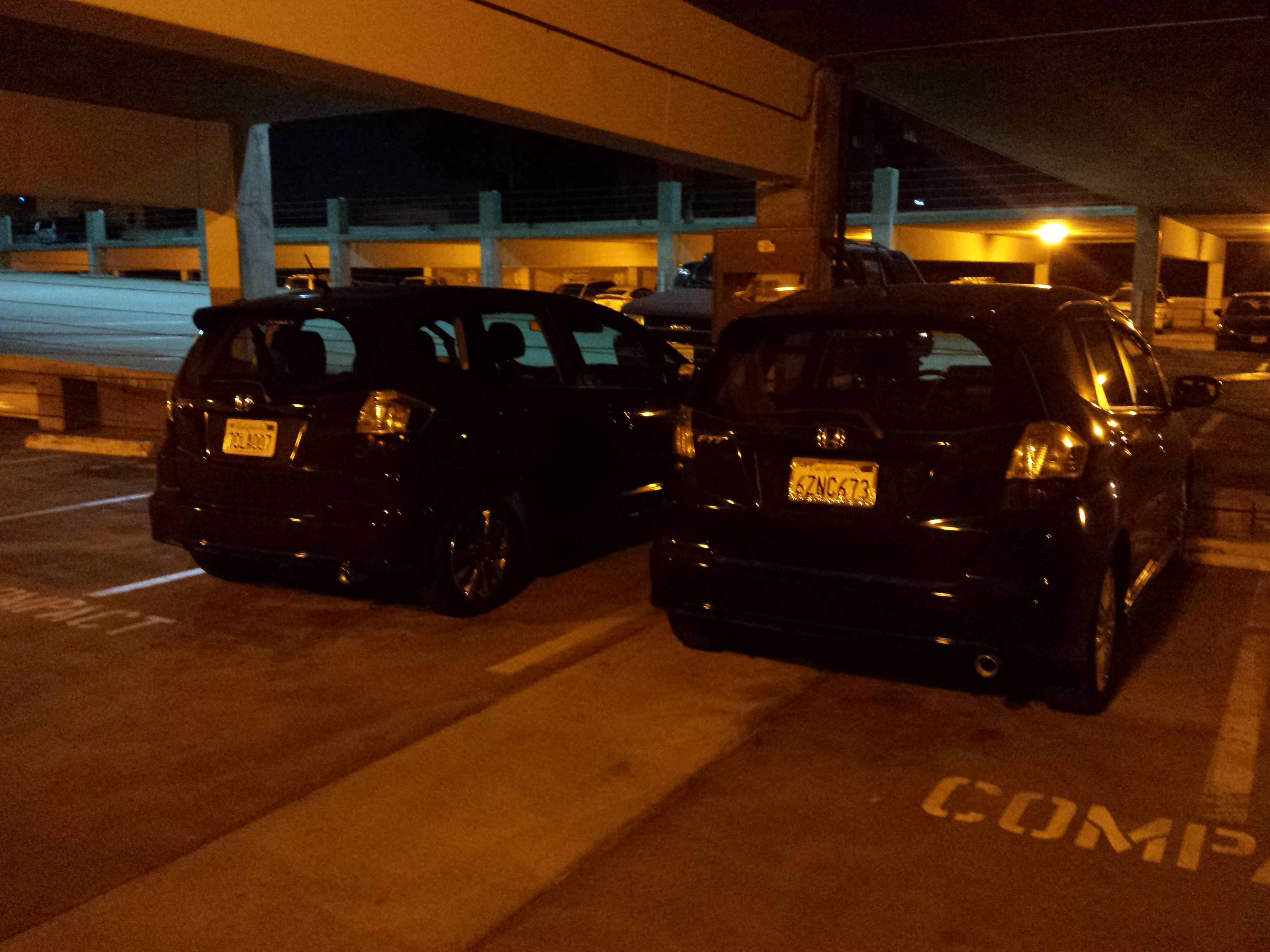
在低壓鈉燈的燈光下的亮紅色（左）和黑色（右）車。由於顯色性太差，兩輛車均看起來像黑色

鈉燈是一種非常高效率的光源，低壓鈉燈的發光效率可以達到 206lm/W ，高壓鈉燈稍次一等，但也通常有 150lm/W 的發光效率。遠高於20世紀時可用的白熾燈。直到2010年，具有 150lm/W 的 LED 誕生後才失去發光效率的優勢。
但是，由於鈉燈發射的光線的波長十分有限，故此在鈉燈的光線下人眼將很難分辨顏色。
這兩個特質使得鈉燈被大量應用於路面照明等對於顏色不甚敏感，但需要低成本的照明的使用場景。

## 分类
根据填充的钠蒸气的压力，钠灯分为：
- 低压钠灯：工作时其电弧管内的蒸汽压为0.7～1.5帕，光近乎单色，集中在589纳米和589.6纳米，对人眼较敏感的黄光区域，所以发光效率高达150流明/瓦以上，但显色性太差，只用于不需分辨颜色的场合。
- 高压钠灯：提高钠的蒸汽压，并加入少量汞，使得光线的谱线更宽，所以显色性比低压钠灯好。色温为2100开，光效为72～130帕流/瓦，是道路照明的主要光源，也用于舞台等场合的照明。[2]